# كريستوفر ن. سميث
كريستوفر ن. سميث (بالإنجليزية: Christopher N. Smith)‏ هو محامي ودبلوماسي أمريكي، ولد في 30 ديسمبر 1969، في ماكون في الولايات المتحدة.